# Roberta Lynn Bondar
Roberta Lynn Bondar, CC, O.Ont, FRSC (* 4. Dezember 1945 in Sault Ste. Marie, Ontario, Kanada) ist eine ehemalige kanadische Astronautin.
1968 erhielt sie von der University of Guelph einen Bachelor in Zoologie und Viehzucht, drei Jahre später folgte ein Master in experimenteller Pathologie von der University of Western Ontario. Die University of Toronto promovierte sie 1974 in Neurobiologie und die McMaster University 1977 in Humanmedizin. Darüber hinaus hat sie mehrere Ehrendoktorwürden erhalten. 1998 wurde sie in die Canadian Medical Hall of Fame aufgenommen.
1983 wurde Bondar für das kanadische Raumfahrtprogramm als Astronautin ausgewählt. An Bord der Raumfähre Discovery gehörte sie zur Besatzung der Mission STS-42, die acht Tage dauerte.
1992 schied Bondar aus dem Astronautenkorps der kanadischen Raumfahrtagentur aus und widmete sich akademischen Aufgaben. 2003 wurde sie Rektorin der Trent University.
2003 wurde der Asteroid (13693) Bondar nach ihr benannt.